# ألبرت باننج
ألبرت باننج  (و. 1894 – 1978 م) هو عالم حيواني 
توفي عن عمر يناهز 84 عاماً.